# ゴードン・ブラウン
ジェイムズ・ゴードン・ブラウン（James Gordon Brown, 1951年2月20日 - ）は、イギリスの元政治家。
財務大臣、第74代首相、労働党第19代党首（2007年 - 2010年）。
1983年から2005年まではダンファームリン東区選出の国会議員を務め、スコットランドの選挙区改変が行われた2005年の総選挙以降はカーコーディーおよびカウデンビース区選出の国会議員を務めている。1997年5月から2007年6月までトニー・ブレア政権で財務大臣を務める。財務大臣としての在任期間は、19世紀の政治家ニコラス・ヴァンシタートに次ぐ長さとなった（ただし首相が兼任した場合を除く）。
2007年6月24日開催の英国労働党大会で党首に選出され、同年6月27日に首相の座を退いたトニー・ブレアの後継としてイギリスの首相に任命された。
2010年5月11日、総選挙結果の責任を取り、首相および労働党党首を辞任し、13年に及ぶ労働党政権に幕を引いた。2014年12月1日、政界引退の意向を表明した。

## 来歴

### 幼少期から政治家になるまで
1951年、スコットランドのグラスゴー生まれ。父はスコットランド長老派教会の牧師であった。ファイフ州のカーコーディー高等学校在籍時にラグビーの競技中の事故で網膜剥離を患い左目を失明しており、現在は義眼を用いている。成績優秀により16歳でエディンバラ大学へ進学し歴史学を専攻、優等の成績で卒業した。1982年に労働党左派の政治家ジェイムズ・マクストンに関する研究でエディンバラ大学よりPh.D.を取得している。
学生の身分でエジンバラ大学の運営評議会の議長 (Rector) に選出された他、左派新聞のレッド・ペーパー・オン・スコットランドの編集長も務めた。エジンバラ大学での臨時講師を経てグラスゴー工科大学にて政治学の講師を務めた後、スコティッシュ・テレヴィジョンでジャーナリスト、テレビプロデューサーとして働いた。1979年の総選挙にはエジンバラ南区より労働党候補として立候補したが、保守党所属のマイケル・アンクラムに敗れ落選する。
1983年の総選挙ではダンファームリン東区で労働党候補として立候補し当選。1985年には影の内閣貿易・産業省のスポークスマン、その後影の内閣財務大臣、貿易・産業大臣を務めた。
1994年5月の労働党党首ジョン・スミスの急死に際しては後継候補として有力視されたが、彼はこれを辞退してトニー・ブレアに党首の座を譲った。この際の経緯に関して、2人の間には密約が交わされているとの噂があり、ロンドンのイズリントン地区のレストランで会食した際に、ブレアを党首とする代償としてブラウンが経済政策を取り仕切ること、そしてブラウンをブレアの後継者とすることが約束されたと言われる（ブレア=ブラウン密約）。それぞれ労働党の左派と穏健派を代表する2人の間には政治的対立があるとの報道がなされることが多い。

### 財務大臣への就任
1997年5月の総選挙で労働党は大勝利を収めブレア政権が誕生した。ブラウンは影の内閣より引き続いて財務大臣に任命された。ブラウンは就任直後に金融政策の大転換を行い国民を驚かせた。公定歩合の決定権を含めた金融政策の責任をイングランド銀行へと大幅に譲渡するこの政策は、ブラウンのアシスタントであり、現、庶民院議員エド・ボールズによりまとめられたものである。2002年には健康保険の保険料を増加させた。OECDによると1997年に39.3%だったイギリスの税率は2006年には42.4%にまで増加している。
保守党政権期からイギリス経済は安定成長を持続しており、1997年から2006年にかけての経済成長率は2.7%であった。2005年5月24日EU加盟諸国はODAをGDPの0.56％に増額する合意に達した。ブラウンはこの決定を歓迎した。またブレア首相は拠出金割引の譲歩を実行して、そのEU首脳会議の争点であったイギリスの拠出金割引制度は維持されることになる。これはヨーロッパ全体の2.1%より高いが、世界の英語圏諸国中では最低である。失業率は1997年の7%から5.1%にまで改善した（この間、ヨーロッパ全体の失業率は8.1%）。
ブレアとともに「ニューレイバー」の旗頭であったが、ブレアよりは左派寄りで「ソフト・レフト」を自称した。しかし財務大臣としては規制緩和など市場主義路線を大胆に推し進め、高成長を維持した。こうした政策は、後の首相就任時の金融バブル崩壊後、その一因として厳しく批判されることになるが、当時は高い評価を得た。また国防政策などにおいても、徐々にアメリカ合衆国支持、穏健派よりの言動を見せるようになったが、これは首相就任への布石であったとの見方が強い。

### ポスト・ブレア
2004年10月にブレア首相は4回目の総選挙に際しては党首を後継に譲ることを発表した。2005年の総選挙（ブレア就任後3回目）で労働党は過半数は維持したものの議席を大きく減らし、2006年夏にはブレア首相は1年以内に退陣することを明言した。
2007年に入るとブレアの次の労働党党首が誰になるかは、仮定の問題ではなく現実の問題として扱われた。何人かの党内有力者（現役の閣僚）が対抗馬として党首選に立候補することを示唆するなど一時は波乱含みの展開を予想させたが、結局は彼らも立候補を断念し、「後継者はゴードン・ブラウンで確定」というムードは変わることなく、2007年5月には唯一の対抗馬として立候補の意向を明示していた党内左派のジョン・マクドネルが、党首選に出るために必要な規定の人数の支持を得られず立候補を断念、ブラウンは無投票で労働党の次期党首となった（就任は6月24日の臨時党大会にて）。この数日前の5月10日には、ブレアが首相辞任の日付を「6月27日」と発表しており、ブラウンが労働党党首に確定したことで、同日にブラウンが首相として就任することが固まった。
早くから「次期労働党党首の最有力候補」と見なされ続けてきたブラウンにとって、満を持しての首相就任であったが、ブレア時代に一貫して低調だった保守党が、デービッド・キャメロンの党首就任を機に支持を盛り返しており、2006年ごろの世論調査でブラウンが首相となった場合の支持率においても保守党を下回った。ブレア政権の負の遺産を抱えてのスタートとなるため、新政権の先行きは不透明なものとなるとの観測が支配的だった。

### イギリス首相に
2007年6月27日、ブラウンは正式に首相就任し翌28日に新政権が発足した。英国首相の交代は10年ぶりで西欧の主要国では2005年以来独、伊、仏で政権交代が続いており、英新首相の登場ですべて新指導者の時代に入ることになった。
長年政権中枢にあったブラウンは首相職も着実にこなし、安定感ある仕事振りが評価されて、就任後しばらくは労働党の支持率が保守党を上回った。このため9月の労働党大会で党内から年内の解散を求める声が上がり、10月初頭に政局は緊迫した様相を見せたが、保守党の提示した減税案が好感されて支持率で猛追されたこともあり、解散は断念に追い込まれた。この判断は保守党はもとより労働党内からも強い批判を浴び、以後「優柔不断」との評が絶えなくなった。11月に入ると、ノーザン・ロック銀行の経営危機への対応や歳入関税庁による個人情報2500万人分の紛失事件、党の違法献金問題などを受けて支持率が逆転した。
明けて2008年1月には献金疑惑で実力者のピーター・ヘイン雇用年金・ウェールズ相が辞任に追い込まれた。3月から4月にかけては経済情勢の悪化や北京オリンピックの聖火リレーを巡る対応からも批判を浴び、党の支持率は過去25年で最低、保守党との差も過去25年で最大の水準に開いた（労働党27%、保守党43%）が、これはチェンバレン首相を超える英史上最も急速かつ大幅な支持率下落であるという。5月の統一地方選では、労働党はロンドン市長の座を失ったのをはじめ、得票率で自民党を下回り第三党に転落するという結党以来最大の惨敗を喫した上、6月のテロ対策法改正案では与党の大量造反のため一部野党の協力を仰がざるを得ず、同年秋の労働党大会では党内の退陣圧力をかわすのに精一杯という有様だった。もっとも秋のリーマン・ショックを受けた金融不安では公的資金注入などで迅速な対処を見せたことから、一部で「欧州の救世主」などと賞賛され、支持率も一時的に上昇。余勢を駆っての解散が取りざたされるなどした。

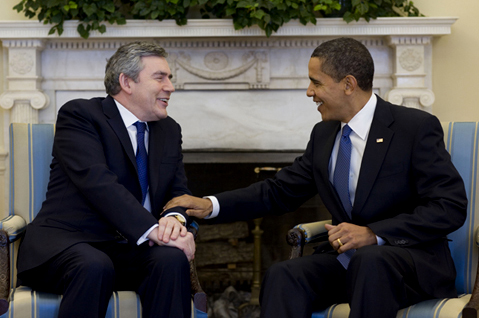
2009年、アメリカ合衆国大統領バラク・オバマとの会談にて

しかし2009年に入ると英経済が17年振りの景気後退に入り、ポンド安・金融危機が一層深刻化し、経済運営への信頼も揺らいだ。春には、労働党議員の不明朗な経費請求問題への対応が後手に回り強い批判を浴びるとともに、元グルカ兵の永住権問題で野党動議の可決を許すなど窮地は深まるばかりで、労働党の支持率は史上最低の22%に低下した（保守党は45%）。6月に入ると主要閣僚がスキャンダルで相次いで辞任し、党内で党首交代を求める電子メールが出回るなど「ブラウン降ろし」の動きが公然化した。結局、統一地方選で労働党は250議席以上減らし大敗。ダービーシャーなど北部4州の議席を全て保守党に奪われる事態となった。ブラウンは「労働党にとって悲痛な敗北だ」とコメントしたが、内閣改造を行い続投を表明した。しかし、閣僚からも公然と退陣要求が出た。
2009年9月、イギリス政府が半世紀以上に渡って個人を対象としたネガティブ・キャンペーンを継続してきたことに関して、アラン・チューリングへ謝罪した。
2010年に入ると巻き返し、保守党との支持率差を縮めたが、依然として大きくリードを許したまま5月6日に総選挙を実施。ブラウンは経済政策の成果を強調し選挙に臨んだが、議席を100近く減らして過半数を大きく割り込み大敗した。選挙後に自民党と連立を模索したが、政権維持は困難な状況となった。
労働党内からも辞任を求める声が強まり、5月10日、ブラウンは秋の党大会で次の党首が選ばれるまで党首としてとどまり、その後辞任すると述べたが風当たりは収まらず、翌5月11日に辞任を表明した。その後については要職につくことはないバックベンチャーとして議会後方席に残る意思を示した。

### 首相退任後
上述のように、首相退任後は目立った政治活動は行っていなかったが、2014年9月のスコットランド独立住民投票の際には、投票日が近くなってから独立反対派の集会で何度も演説を行い、「大枠で現状維持しつつ、スコットランド議会の権限拡大は進める」という方向性を明確に打ち出し、賛否を決めかねていた有権者を説得、事前の予想以上に独立賛成派に傾いていた流れを戻し、反対派の勝利に貢献した。
その後、辞任したスコットランド労働党トップの後継選挙に出馬するのではとの観測もあったが、ブラウンはこれを否定。その時点で政界引退の意向ではないかと噂されていたが、12月1日にファイフの選挙区で行われた労働党の集会で、2015年5月に予定される総選挙に出馬しないことを表明し、政界引退の意向を示した。慣例として、首相経験者は一代貴族に叙せられ、庶民院からの引退後は貴族院に議席を得ることになっているが、ブラウンはこれも辞退した。
首相を退いたあと、ブラウンは慈善活動に打ち込んでおり、2012年7月には国連の教育担当特使に任命されている。

### スキャンダル
2010年4月28日、路上で移民問題について労働党を支持する年金生活者の女性と対談し、その後会話を終えて立ち去る際、ブラウンが胸に付けていたピンマイクのスイッチが入ったままである事に気付かず、直後に隠れて吐いた「話さなければ良かった」「偏屈だらけの女」などの暴言がマイクに拾われる事態となった。この一件はマスコミに大きくスクープされ、直後の党首討論にも大きな影響を与えることとなった。ブラウンはラジオ、電話などを通じて謝罪した後、女性の自宅を訪問し直接謝罪をしている。
2010年2月21日、BBC WORLD NEWSによると、ブラウンの部下から英国、National Bullying Helplineに首相が部下に暴行を加えているといると相談があり、問題が明らかになった。

## 私生活

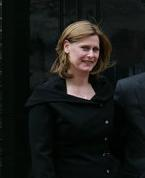
妻のサラ・ブラウン

独身生活が長く、財務相になってからも独身であった。イギリスの財務相公邸が首相公邸より広かったため、当時5人家族だったブレア一家と公邸を交換して住んだ逸話もある。
かつては、ルーマニアの元国王ミハイ1世の娘マルガレータ王女とも交際していたが、2000年8月に左派系PRコンサルタント会社を経営するサラ・マコーリーと結婚した。ゴードンは49歳、サラは37歳、互いに初婚である。翌2001年12月には第1子となる長女が誕生したが、未熟児であったためわずか10日後に死亡する。第2子の長男ジョンは2003年10月に誕生した。2006年7月には次男のジェームスが誕生しているが、ジェームスは嚢胞性線維症であると診断されている。
スコットランドのプロサッカークラブ、ライス・ローヴァーFCのサポーターであり、2005年に同クラブを買収したコンソーシアムのメンバーでもある。実の兄弟であるジョンはグラスゴー市議会に勤務、アンドリューはEDFエナジー社のPR担当コンサルタントとして勤務している。

## 著作
- Brown, Gordon (1989). Where There's Greed: Margaret Thatcher and the Betrayal of Britain's Future. Mainstream Publishing. ISBN 1851582282.
- Brown, Gordon (ed.); Cook, Robin (ed.) (1987). Scotland: The Real Divide - Poverty and Deprivation in Scotland. Mainstream Publishing. ISBN 0906391180.
- Brown, Gordon (1986). Maxton: A Biography. Mainstream Publishing. ISBN 1851580425.